# 石门县
石门县，隶属于中国湖南省常德市，位于湖南省北部，澧水中游，现为常德市所辖，邻接湖北省。石门为典型的农业县，主要种植水稻、玉米类粮食作物和棉花、油菜、柑橘和茶叶等经济作物。县境东部夹山古寺，相传清朝初年住寺大和尚奉天玉，即埋名隐居的明末农民起义领袖李自成，但此说在学界有不少质疑。县人民政府駐楚江街道。区域总面积为3,970.13平方公里。

## 历史沿革
石门，自南北朝置石门郡始，已有1400多年的历史。县名来历传说不一，主要有三：一曰：县城以东二里处两岩壁立如门；一曰：县城以西三里地杨岭岗与新街口附近之石山，隔河对峙似门；一曰：县城以东15里处有岩门口。三者虽方位、距离不同，但俱说明系地形特征而得名。县城古为荆楚之地，秦隶黔中郡慈姑县，汉属武陵郡零阳县，三国吴永安六年改隶天门郡，晋属天门郡澧阳县（西北部曾置渠阳县），南北朝时天门郡治由大庸县境下迁石门，陈武帝永定二年（公元558年），后梁肖察（即皇帝位于江陵之后）罢天门郡，更置石门郡，隋文帝开皇九年（公元589年），废石门郡，建石门县，划归澧州管辖。此后，虽隶属有变，而县名未易。
自秦汉以来，石门境内农民起义达数千次之多。汉代陈从、覃二健；唐代向瑰；宋代雷进德；元代向思永；明代夏德忠等，不满腐败朝政，屡举义旗，威震武陵。1854年太平军破常德，县人陈正卯、陈廷杰、古之愚等组织忠义团，在燕子山一带举起反清义旗，震慑津澧。辛亥革命时期，李执中、林德轩激流勇进，追随孙中山，投身革命。“五四”运动时期，就学北京、武汉、长沙的一批本籍进步分子伍经恕、盛联雄、王尔琢、袁东藩等，追随李大钊，全力支持京汉铁路工人罢工斗争，并成长为中国共产党石门地方组织的开拓者、奠基人。在文化大革命和土地革命时期，贺龙率领红军三度转战石门，扩军8000多人，经历大小战斗200多次；中国抗日战争时期700餘人死亡。第二次国共内战时期，境内“湘鄂边区武工队”、“民主联军陆军独立第一师”、“湖南人民解放总队第八突击大队”三军突起，對日後解放軍掌握石门全境有重要影響。

## 人口
根據第七次人口普查數據，截至2020年11月1日零時，石門縣常住人口為559457人。

## 地理
石门县地处湘鄂边界，东望洞庭湖，南接桃花源，西邻张家界，北连长江三峡，有“武陵门户”与“潇湘北极”之称。全县国土面积3970平方公里，辖18个乡镇区、4个街道、4个农林场，总人口67万。石门是湘西北门户，地形呈现弯把葫芦状，地势自西向东南倾斜，西北部，群山叠翠，东南部，平岗交错。陆地最低处为蔡家溪与澧水汇合处，海拔42.5米，最高处是壶瓶山顶，海拔2098.7米；全县平均海拔在500米左右。南部有十九峰、观国山、太浮山；中部有燕子山、云落观、八户山；西部有东山峰、亮垭山、鹅公山；北部有太青山、壶瓶山等。纵横全境的河流沟溪有236条。发源或流经县境的有澧、渫、沱、澹 、道、黄、涔7条水，沱水、澧水、道水自西向东，分别贯穿县境北部、中部、南部，入松滋，临澧，而后汇入洞庭。渫水从西北往东南纵贯，长约165公里。沱、渫、道、澧四水域有子良、磨市、雁池、二都、易家渡、蒙泉等河谷平原，乃全县境内之“膏腴”。境内年平均气温16.70C，最冷的元月平均气温5度，最热的7月，平均气温28.6度，全年无霜期282天，日照1646.9小时，年平均降雨量1540毫米。良好的自然环境，为丰富资源的形成创造了适宜的条件。

### 气候
石门属中亚热带气候向亚热带过渡的亚热带季风气候。境内年平均气温16.7℃，最冷为1月平均气温5℃，最热为7月平均气温28.6℃；全年无霜期282天，日照1646.9小时，年平均降雨量1540毫米。

## 政治

### 现任领导
| 机构     | · 中国共产党 · 石门县委员会 · 书记 | 石门县人民政府 县长 | 石门县人民代表大会 常务委员会 主任 | · 中国人民政治协商会议 · 石门县委员会 · 主席 |
| -------- | ---------------------------------- | ------------------- | ---------------------------------- | -------------------------------------------- |
| 姓名     | 吴兴国                             | 丁克刚              | 张树国                             | 张业勇                                       |
| 民族     | 汉族                               | 汉族                | 汉族                               | 汉族                                         |
| 出生地   | 湖南省临澧县                       | 不明                | 不明                               | 不明                                         |
| 出生日期 | 1972年10月（52歲）                 | 1975年7月（49歲）   | 1967年4月（57歲）                  | 不明                                         |
| 就任日期 | 2022年9月24日                      | 2022年2月           | 2021年10月26日                     | 2021年10月24日                               |

## 交通
焦柳线横贯县境，石长线与焦柳线在石门县城T形交汇，洛湛线途经石门，三条主干线设计年货运量分别为1500万吨、1900万吨、5000万吨，襄（襄樊）—石（石门）复线货运量可达3200万吨。境内设有石门县站、石门县北站、石门南站、七松站四座火车站，铁路运输十分便利，客运可直达北京、上海、广州等城市。
石门距207国道澧县段仅25公里，距常张高速公路桃源入口50公里、慈利入口40公里。全县共有省道600多公里，S303、S304两条省道贯穿县境；有县、乡道2000多公里，80%以上的乡镇实现了乡乡通油路；有村道4000多公里。
石门至张家界荷花国际机场130公里，可直达深圳、海南、昆明、重庆、北京等地。石门至常德桃花源机场115公里。
石门境内建有闫家坝水运码头，最大吨位为100吨级。丰水期可直接从石门下船，枯水期可从澧县阳湖口码头或津市竹木坪码头下船（距石门60公里），经洞庭湖入长江。
2018年全年实现交通运输、仓储和邮政业增加值17.96亿元，同比增长3.7%。年末，全县公路线路总里程3886公里。全县汽车保有量5.60万辆，其中私人汽车保有量5.24万辆，私人轿车保有量2.34万辆。全年交通部门完成货物运输周转量14204.06万吨公里;完成旅客运输周转量14235万人公里。全年完成邮电业务总量6.84亿元，增长16.2%。其中邮政业务总量1.04亿元，增长14.6%；电信业务总量5.8亿元，增长16.5%。年末移动电话用户44.35万户，全县移动电话普及率为75.54部/百人。年末互联网宽带用户7.1万户。全年共接待国内游客701万人次，增长13.98%；创旅游总收入70.5亿元，增长10.68%。全年因私出境人数25704人。

## 行政区划
石门县下辖4个街道办事处、13个镇、4个乡：
楚江街道、永兴街道、宝峰街道、二都街道、蒙泉镇、夹山镇、易家渡镇、新关镇、皂市镇、维新镇、太平镇、磨市镇、壶瓶山镇、南北镇、白云镇、新铺镇、子良镇、三圣乡、所街乡、雁池乡、罗坪乡、秀坪园艺场、东山峰管理区、大同山林场、白云山林场、洛浦寺林场和夹山管理处。

## 教育
石门一中，全称湖南省石门县第一中学，由前身为肖伯亨、郑洞国等前辈乡贤创立于1941年的“湖南私立九澧中学”，是澧水流域最早的完全中学。该校“诚朴宏毅”的校训体现了石门的地域文化特色。1999年跻身省重点中学行列，2004年顺利通过省示范性高中督导评估。
石门二中，石门县第二中学位于湖南省常德市，是一所市级示范性完中，始创于1903年，沐浴百年风雨，饱经世纪沧桑。虽曾六迁校址，五易校名，历经坎坷，但始终筚路蓝缕，与时俱进，遇挫愈强。一百多年来，石门二中润育了一辈辈英雄豪杰，数以万计的湖湘学子和许多知名人士就是从这里出发，走向全国，走向世界。学校人才辈出，为社会培养了上万名有用人才，王尔琢烈士、郑洞国将军、唐天标上将等就是从这里出发，成长为国家的栋梁之材。先后有宋庆龄、郭沫若、杨得志、唐天标等党和国家领导人为她题词。学校素有“教育圣地、人才摇篮”之美称。
石门五中，全称石门县第五中学，地处蒙泉镇，地势虽偏僻，但山水环绕，学风优良，为石门县的第二等中学。

## 文化

### 方言
石门方言属于西南官话的一种，但有自己的特色。

## 名胜古迹
- 夹山寺（始建于唐代），传说李自成兵败后在此出家。
- 十家坪商代遗址
- 古城堤（晋代谍阳县治）：已被皂市水库淹没。
- 壶瓶山，武陵山脉最高峰，已设立国家级自然保护区。境内溪流纵横，瀑布众多，有壶瓶飞瀑、瓶峰云海、鹿野仙踪等景观。
- 皂市遗址，系中国古人类新石器文化重要发源地之一。
- 石门八景
- 仙阳湖(皂市水库)

## 特产
石门土鸡、石门马头山羊：中国地理标志产品。